# Panamerikanische Spiele 2015/Teilnehmer (Uruguay)
| Gelbes Symbol für Goldmedaillen mit stilisierten Olympischen Ringen | Graues Symbol für Silbermedaillen mit stilisierten Olympischen Ringen | Braundes Symbol für Bronzemedaillen mit stilisierten Olympischen Ringen |
| ------------------------------------------------------------------- | --------------------------------------------------------------------- | ----------------------------------------------------------------------- |
| 1                                                                   | 1                                                                     | 3                                                                       |

Uruguay nahm an den XVII. Panamerikanischen Spielen 2015 in Toronto, Kanada, mit einer Delegation von 130 Sportlern (86 Männer, 44 Frauen) teil.
Die uruguayischen Sportler gewannen im Verlauf der Spiele insgesamt fünf Medaillen, davon eine Goldene, eine Silberne und drei Bronzene.

## Teilnehmer nach Sportarten

### Beach-Volleyball
- Renzo Cairus
- Fabiana Gómez
- Eugenia Nieto
- Mauricio Vieyto

### Gewichtheben
- Emanuel Coto Pereira
Klasse über 105 kg: 5. Platz[1]

### Golf
- Juan Alvarez
- Manuela Barros
- Priscilla Schmid

### Fußball

#### Herrenmannschaft
- Nicolás Albarracín
- Junior Arias
- Erick Cabaco
- Facundo Castro
- Guillermo De Amores
- Gastón Faber
- Fabricio Formiliano
- Ignacio González
- Sebastián Gorga
- Fernando Gorriarán
- Paolo Lemos
- Brian Lozano
- Juan Mascia
- Gastón Olveira
- Federico Ricca
- Michael Santos
- Andres Schettino
- Mathías Suárez
  - Die uruguayische Mannschaft belegte den 1. Platz (Gold)

### Handball

#### Damenmannschaft
- Camila Barreiro
- Martina Barreiro
- Federica Cura
- Soledad Faedo
- Eliana Falco
- Alejandra Ferrari
- Viviana Ferrari
- Paula Fynn
- Iara Grosso
- Patricia Re Aquines
- Paola Santos
- Alejandra Scarrone
- Daniela Scarrone
- Leticia Schinca
- Camila Vazquez
  - Die uruguayische Mannschaft belegte den 3. Platz (Bronze)

#### Herrenmannschaft
- Sebastian Abdala
- Manuel Adler
- Rodrigo Botejara
- Maximo Cancio
- Nicolas Fabra
- Gonzalo Gamba
- Matias Gamiz
- Felipe Gonzalez
- Facundo Liston
- Bruno Méndez
- Diego Morandeira
- Federico Rubbo
- Gaston Rudich
- Gabriel Spangenberg
- Alejandro Velazco

### Hockey

#### Damenmannschaft
- Constanza Barrandeguy
- Cecilia Casarotti
- Mercedes Coates Maggi
- Kaisuami Dall´Orso
- Federika Kempner
- Matilde Kliche Du Pre
- Lucia Laborde Lapiedra
- Lucia Lamberti Nowinski
- Sofia Mora Forni
- Agustina Nieto Serra
- Florencia Norbis
- Anastasia Olave Solari
- Rossana Paselle
- Janine Stanley
- Manuela Vilar Valle
- Soledad Villar Basso

### Judo
- Manuel Bueno
- Juan Romero

### Kanu
- Edgardo Brum
- Julian Cabrera
- Sebastian Delgado
- Mauro De Sosa
- Matias Otero
- Sebastian Romero

### Karate
- Maximiliano Larrosa

### Kunstturnen
- Debora Reis Puyesky
- Cristhian Meneses

### Leichtathletik
- Pia Fernandez
- Emiliano Lasa
Weitsprung: 3. Platz
- Deborah Rodríguez
400 Meter Hürden: 3. Platz
- Aguelmis Rojas
- Andrés Silva

### Moderner Fünfkampf
- Yoselin Pedragosa Cal.
- Luis Siri

### Radsport
- Andres Gelpes
- Santana Kian

### Reiten
- Rodrigo Abella Lemme
- Ramon Beca Borrego
- Francisco Calvelo
- Marcelo Chirico
- Juan Luzardo
- Nestor Nielsen Van Hoff
- Edison Quintana Valerio
- Martín Rodríguez

### Rudern
- Bruno Cetraro Berriolo
- Rodolfo Collazo
- Emiliano Dumestre
- Jhonatan Esquivel
- Mauricio Lopez Berocay

### Rugby

#### Herrenmannschaft
- Tomas Etcheverry Cavanna
- Alfonso Falcon Tea
- Federico Favaro Garcia
- Nicolas Freitas Alleges
- Gaston Gibernau Arredondo
- Santiago Martinez Etcheverry
- Juan Ormaechea Piazza
- Gabriel Puig Carpaneto
- Lucas Puig Carpaneto
- Ian Schmidt Liermann
- Sebastian Schroeder Castagno
- Rodrigo Silva Pisano
  - Die uruguayische Mannschaft belegte den 4. Platz[2]

### Schießen
- Diana Cabrera

### Schwimmen
- Martín Melconián
- Inés Remersaro

### Segeln
- Dolores Moreira
Laser Radial: 2. Platz (Silber)
- Federico Yandian

### Taekwondo
- Braian Elliot
- Federico González
- Danna Poggio

### Tennis
- Rodrigo Arús (Einzel, Doppel)
- Ariel Behar (Einzel, Doppel)
- Rodrigo Senattore (Einzel)

### Tischtennis
- María Lorenzotti

### Triathlon
- Martín Oliver

## Quelle
- Uruguay - Cantidad de atletas por deporte auf toronto2015.org, abgerufen am 22. August 2015